# Andreea Dragoman
Andreea Dragoman (Mediaș, 18 augustus 2000) is een Roemeense professioneel tafeltennisser. Zij speelt rechtshandig met de shakehandgreep.
Zij nam namens haar land deel aan de Olympische Jeugdzomerspelen 2018 en won daar brons op het enkelspel.

## Belangrijkste resultaten
- Zilver in het dubbelspel op de Europese kampioenschappen tafeltennis 2022 met Elizabeta Samara.
- Zilver met het team op de Europese kampioenschappen tafeltennis 2023.
- Brons in het enkelspel op de Olympische Jeugdzomerspelen 2018.